# ルチアーノ・トヴォリ
ルチアーノ・トヴォリ（Luciano Tovoli 1936年10月30日 - ）は、イタリアの撮影監督。トスカーナ州マッサ・マリッティマ出身。

## 来歴
ピサ大学とイタリア国立映画実験センターに学ぶ。
ミケランジェロ・アントニオーニ、ダリオ・アルジェント、フランシス・ヴェベール、バーベット・シュローダー監督作品の撮影で知られる。

## 主なフィルモグラフィー
- ダーティウィークエンド Mordi e fuggi (1973)
- さすらいの二人 Professione: reporter (1975)
- サスペリア Suspiria (1976)
- バイバイ・モンキー/コーネリアスの夢 La Dernière Femme (1976)
- 修道女の悶え Inferno di un convento (1977)
- Mr.レディMr.マダム2 Il vizietto II (1980)
- 愛の謝肉祭 Oltre la porta (1982)
- シャドー Tenebre (1982)
- 僕のビアンカ Bianca (1984)
- ソフィー・マルソーの刑事物語 Police (1984)
- Mr.レディMr.マダム3 ウエディングベル Matrimonio con vizietto (1985)
- 3人の逃亡者/銀行ギャングは天使を連れて Les Figitifs (1986) 劇場未公開
- ダイアン・レイン/愛にふるえて Princess Beauty (1987)
- スプレンドール Splendor (1989)
- BARに灯ともる頃 Che ora è? (1989)
- 運命の逆転 Reversal of Fortune (1990)
- ルームメイト Single White Female (1992)
- ゆかいな天使/トラブるモンキー Monkey Trouble (1994)
- 死の接吻 Kiss of Death (1995)
- 判決前夜/ビフォア・アンド・アフター Before and After (1996)
- ジャガー Le Jaguar (1996)
- 絶体×絶命 Desperate Measures (1998)
- 奇人たちの晩餐会 Le Dîner de cons (1999)
- タイタス Titus (2000)
- メルシィ!人生 Le Placard (2000)
- 完全犯罪クラブ Murder by Numbers (2002)
- ルビー&カンタン Tais-Toi! (2003)
- 陰獣 Inju : la Bête dans l'ombre (2008)
- オーシャンズ Océans (2009)
- ダリオ・アルジェントのドラキュラ Dracula 3D (2012)
- フェデリコという不思議な存在 Che strano chiamarsi Federico (2013)
- 忘れられない記憶 Amnesia (2015)

## 関連人物
- ミケランジェロ・アントニオーニ
- ダリオ・アルジェント
- フランシス・ヴェベール
- バーベット・シュローダー